# Yngling
Een Yngling (uitspraak "(u/y)ng-ling") is een type zeilboot die door de Internationale Yngling Associatie wordt vaak omschreven als een kruising tussen een dinghy en een kielboot. Deze boot wordt ook wel gezien als een kleinere versie van de 26 voets-Soling, ofschoon er verschillen zijn in de afmetingen, deze makkelijker te vervoeren is en goedkoper is in de aanschaf en het onderhoud. De boot heeft een totale lengte van 6,35 m (21 ft) en weegt 645 kg (1422 lb).
De Yngling is in 1967 ontworpen door de Noor Jan Herman Linge. Zijn bedoeling was om een kielboot te bouwen voor zijn zoontje en noemde hem daarom Yngling, het Noorse woord voor jongeman; de naam Yngling heeft geen associatie met het Huis Ynglinge (een koninklijk geslacht in Noorwegen) of de Ynglingatal.
De Yngling is ontworpen voor het zeilen met een twee- of driekoppige bemanning en met een gecombineerd gewicht tot 225 kg (500 lb). Voor Ynglings is het een vereiste om voldoende drijfkracht te hebben om, zelfs indien deze met een volledige bemanning volgelopen is met water, te blijven drijven. De Yngling is in mei 1979 als internationale klasse geaccepteerd. De Yngling verkreeg zijn ISAF-status als internationale klasse in 1979 en werd gekozen tot de olympische kielboot voor vrouwen voor de Spelen van 2004 en 2008. De klasse kwam niet meer terug op de Spelen van 2012.
Vanaf 2010 maakt de Yngling deel uit Vintage Yachting Games Organisatie.
De Yngling heeft een grootzeil, een fok en een spinnaker. In vergelijking met de Laser, heeft deze boot een beter uitgebalanceerd tuig en is erg direct op het roer en, hoewel de Yngling niet zo snel is als de Soling, is hij wendbaarder en reageert sneller. Eigenschappen die hem tot een zeer gebruikersvriendelijke boot maken.
Meer dan 4.000 Ynglings zijn tot nu toe gebouwd en er wordt voornamelijk in Europa, Noord-Amerika en Australië mee gezeild. Zodra de boot zijn olympische status verkreeg leidde dit tot een hausse in het bouwen hiervan en al spoedig werden een aantal verfijningen van het ontwerp doorgevoerd.

## Olympische medaillewinnaars
| OS   | Goud                                                      | Zilver                                                     | Brons                                                              |
| 2004 | Groot-Brittannië Shirley Robertson Sarah Ayton Sarah Webb | Oekraïne Ganna Kalinina Svitlana Matevusheva Ruslana Taran | Denemarken Dorte Jensen Helle Jespersen Christina Otzen            |
| 2008 | Groot-Brittannië Sarah Ayton Sarah Webb Pippa Wilson      | Nederland Mandy Mulder Annemieke Bes Merel Witteveen       | Griekenland Sofia Bekatorou Sofia Papadopoulou Virginia Kravarioti |